# Mendocino (Lied)
Mendocino ist ein 1968 von Doug Sahm geschriebenes Lied, das in der Version des Sir Douglas Quintets ein Nummer-eins-Hit in der Schweiz wurde. In Deutschland kam es auf Platz 2 der Charts, in den Vereinigten Staaten erreichte es Platz 27 der Billboard Hot 100. Eine 1969 veröffentlichte deutsche Version mit einem Text von Michael Holm, der das Lied auch interpretierte, erreichte Platz 3 der deutschen Charts. Das Lied wurde in Deutschland das meistverkaufte des Jahres und mit einer Goldenen Schallplatte ausgezeichnet. Die Single avancierte zum Millionenseller in Deutschland, womit sie zu den meistverkauften Schlagern sowie im Allgemeinen zu den meistverkauften Singles des Landes zählt. Der Erfolg brachte Holm den Spitznamen Mr. Mendocino ein.
Holm, der zur Zeit der Veröffentlichung bereits für Schlagersängerkollegen wie Ricky Shayne, Siw Malmkvist, Howard Carpendale und andere Lieder schrieb, wollte eigentlich mit dem Singen aufhören. Er wurde vom Produzenten Giorgio Moroder aber überredet, Mendocino aufzunehmen. Durch das Lied stieg Michael Holm zu einem gefragten Schlagerstar der 1970er Jahre auf.
Mendocino wurde in High Fidelity als Filmsong verwendet. Es existiert auch eine serbokroatische Version mit dem Titel  Mendozino.
1975 nahm Mike Krüger eine Blödelversion unter dem Titel Auf der Straße auf.